# Pastor belga laekenois
El pastor belga laekenois es  un perro dentro las cuatro variedades en las que se divide el pastor belga. El nombre de «laekenois» se debe al barrio de Laken, situado en la ciudad belga de Bruselas donde fue seleccionado.
Junto con el malinés, groenendalaer y el tervourense comparte un mismo estándar, únicamente en el tipo, longitud y el color del pelo, este es largo y duro en todo el cuerpo, de color marrón carbonado, se admite alguna pequeña mancha blanca en el pecho y debe presentar máscara más oscura.

## Historia
El perro belga laekenois se originó como un perro para pastorear ovejas en el Castillo Real de Laeken. Además de su papel como perro de pastoreo, esta raza también se usó para vigilar el lino que se colocaba en los campos a secar, y en la Primera y Segunda Guerra Mundial se utilizó como perro mensajero.
Esta variedad se considera tanto la más antigua, como la más rara de los perros pastor belga. Hasta la llegada de las exposiciones caninas, en el año 1900, las cuatro variedades se entremezclaban libremente, ya que solo hay tres genes (manto corto/largo, pelaje suave/alambre, manto amarillo/negro) que separan a las variedades genéticamente. Los Laekenois pura raza en ocasiones dan a luz a cachorros de pelo corto, que, según el registro de pura raza, también se pueden registrar como malinois.
El Laekenois actualmente está clasificado dentro de la clase mixta del American Kennel Club, siendo asignado al grupo de pastoreo.

## Salud
Ha habido pocas encuestas de salud acerca de las variedades de pastor belga hechas de forma individual. El Kennel Club de Reino Unido llevó a cabo una encuesta de salud en 2004, de todas las variedades o combinaciones de pastor belga. El Comité de salud del Club de América del perro pastor belga (Groenendael) cuenta con un registro y un cuestionario sanitario, aunque no está claro de cuando se informarán los resultados. El Club americano del Belga Tervuren llevó a cabo encuestas de salud en 1998 y 2003. Solo el reporte de 2003 incluyó información acerca de la esperanza de vida o longevidad.

### Mortandad
El promedio de vida del pastor belga (en cualquiera de sus 4 variantes) en 2004 en Reino Unido fue de alrededor de 12.5 años. Lo que es alto tanto para los perros pura raza como para los perros de razas de tamaño similar. El más longevo de los 113 pastores belgas utilizados en la encuesta del Reino Unido fue de 18,2 años. En Reino Unido, las principales causas de muerte fueron: cáncer (23%), edad (23%) y fallo de los órganos internos (corazón, riñones, hígado) (13%).

### Enfermedades
Los pastores belgas padecen las enfermedades comunes de los perros en relación con aspectos reproductivos, musculoesqueléticos y cuestiones de la piel. Sin embargo se han realizado estudios acerca de la incidencia de convulsiones y/o epilepsia en la raza. En la encuesta del Reino Unido acerca de los pastores belgas y la del ABTC (American Belgian Tervuren Club), durante 1998 y 2003, respectivamente, cerca del 9% de los perros tenía convulsiones o epilepsia, en comparación al 0.5% y 5.7% de incidentes que se han reportado en las demás razas.